# Ucronia

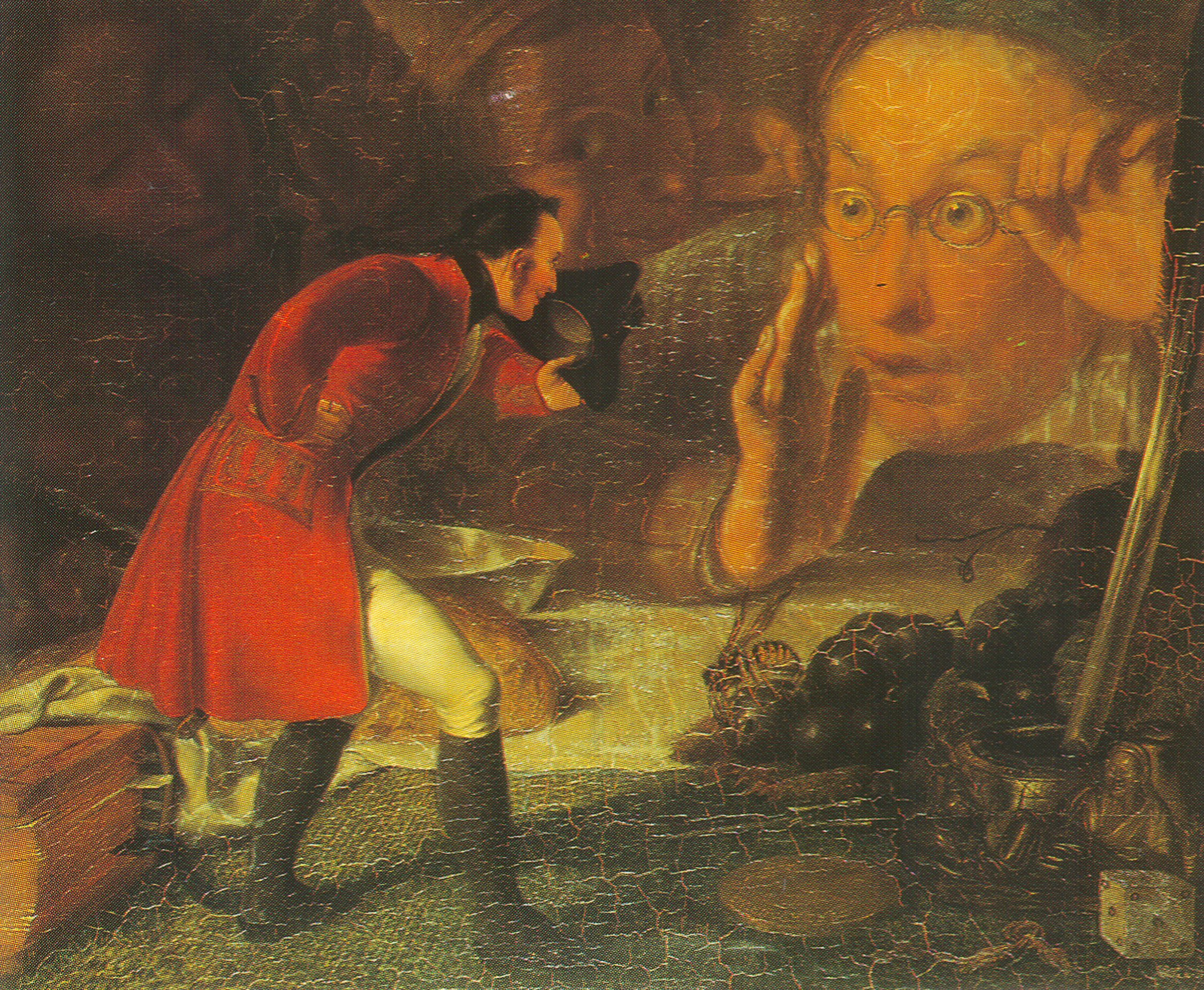
Gulliver exhibit als gegants de Brobdingnag, oli de Richard Redgrave

La ucronia és un gènere literari al qual es desenvolupa un fet històric de manera alternativa com si hagués tingut lloc realment.
És un neologisme que vol dir «en cap temps, mai», seguint el model d'utopia «en cap lloc». El filòsof positivista francès, Charles Renouvier (1815-1903) va encunyar el terme com «la utopia en el temps» el 1876. Al seu llibre Uchronie, l'Utopie dans l'histoire descriu l'evolució de la civilització europea, com hauria preferit que passés: «esbós històric i apòcrif del desenvolupament de la civilització europea, com no va passar, però com hauria pogut passar». La ucronia presenta una versió alternativa de la història amb trames que transcorren en un món amb una història passada diferent de la real a partir d'un esdeveniment determinat. Dona una resposta hipotètica a la qüestió «que hauria passat si…» per exemple, «els nazis haguessin guanyat», «els inques haguessin conquerit Europa…». Pot ser un tipus d'assaig filosòfic, de paròdia, de novel·la humorística o de o ciència-ficció, un mer experiment lúdic o una combinació de tot això.
Al programa El nas de Cleòpatra de Catalunya Ràdio o en la secció secció fixa Que hauria passat si… de la revista Sàpiens es fa servir el gènere com a recurs didàctic per reflexionar sobre la història i fer-ne divulgació.
També hi ha qui considera ucronies les narracions que tenen lloc a un temps indeterminat, sense cap relació amb un fet històric precís, però que plantegen universos socials, morals, culturals o lògics, diferents dels existents, més enllà de la simple circumstància personal. Un bon exemple d'ucronies en aquest sentit són Els Viatges de Gulliver de Jonathan Swift, La muralla xinesa de Franz Kafka,  El joc de les granisses de Hermann Hesse, La cantant calba d'Eugène Ionesco, o Fahrenheit 451 de Ray Bradbury. I, amb reserves, pel·lícules com Metropolis de Fritz Lang o Blade Runner de Ridley Scott.
Les reserves són perquè hi ha qui no considera ucronies les històries situades en el futur de l'època que han estat escrites, com per exemple, la novel·la 1984 d'Orwell, escrita el 1948, o Globàlia de Ruffin, ambientada en un futur indeterminat. Tanmateix, excepte el cas de 1984, cap d'aquestes obres porta dates i se'ls ha atribuït el "futurisme" d'una manera una mica fàcil i automàtica. El cas de Metropolis és força il·lustratiu. Cal únicament recordar l'escena on uns avions biplans, els de l'època de la seva filmació, solquen el cel de la ciutat.
A diferència de la utopia com a gènere la ucronia no és necessàriament idíl·lica ni tan sols positiva, ans al contrari. Amb molta freqüència representa una situació indesitjable, amb un cert contingut de malson, i amb elements poc o molt notables de metàfora i de crítica a la realitat viscuda. També s'han utilitzat, en aquest sentit, els termes de distopia o de cacotopia. Hi ha, també, qui l'ha volgut confondre amb el concepte d'antiutopia, emprat sovint, de manera equívoca, com aquella perspectiva que resulta més aviat repulsiva, esgarrifosa.
De vegades, les trames es compliquen amb viatges en el temps de personatges que intenten desfer o refer moments crítics de la història. Ara bé, l'element definitori del gènere és que la realitat descrita, tot i ser diferent de la nostra, manté una coherència i amb la història anterior quan reemplaça el fet que ha canviat el curs de la història per un fet que hauria pogut canviar el curs de la història. Com passa amb la ciència-ficció, un autor d'ucronia no ha de ser científic, com diu Joan-Lluís Lluís «sinó de ser versemblants i escriure bé».
També sovint hi apareixen fets o personatges reals distorsionats d'una manera hipotèticament possible per crear efectes irònics o crítics amb la realitat històrica (per exemple un Hitler que és un pintor d'aquarel·les de segona categoria, o una Catalunya integrada tota a la República Francesa on el català ja ha desaparegut). A molts països han aparegut aquest tipus d'obres literàries. Per exemple, a Espanya han aparegut tot d'històries sobre diferents resultats de la Guerra Civil espanyola, a Itàlia amb una evolució diferent del feixisme i la Segona Guerra Mundial, als Estats Units amb els confederats guanyant la Guerra de Secessió, etc.

## La ucronia en la literatura
- Un ianqui a la cort del Rei Artús (1889), de Mark Twain; un ciutadà de Connecticut es desperta a l'Anglaterra del Rei Artús i, aprofitant els seus coneixements, hi introduirà tot de tecnologia anacrònica.
- Ladies Whose Bright Eyes de Ford Madox Ford (1911, revisat 1935), és l'antítesi d'Un ianqui a la cort del Rei Artús. Aquí el protagonista del segle xx traslladat a l'edat mitjana no se'n surt gaire i és incapaç de reproduir avenços tecnològics de la seva època.
- The Man Who Came Early (1957 – «L'home que va venir massa aviat») és un conte de Poul Anderson al qual un soldat americà del segle xx apareix a la Islàndia vikinga i pagana del segle x, i roman incapaç d'aprofitar els seus coneixements.
- Lest Darkness Fall (1939 – «Que no caiguin les tenebres») de L. Sprague de Camp. Una documentada recreació de la Itàlia dels ostrogots, el viatger en el temps és capaç de reintroduir tot d'invents anacrònics (com la impremta, la destil·lació de licors, la comptabilitat, etc.) i fer-se ric i poderós, salvar la monarquia ostrogoda de les invasions dels francs i dels romans d'Orient, emancipar els esclaus, entre moltes altres coses.
- Up the line de Robert Silverberg; una paròdia de l'anterior, on un guia turístic temporal provoca tota mena de problemes tot anant i venint de l'Imperi Romà d'Orient.
- Bring the Jubilee de Ward Moore (publicat en castellà com Lo que el tiempo se llevó i en francès com Autant en emporte le temps); el protagonista viu en un món on la Confederació va guanyar la Guerra de Secessió…
- Mein Führer de Rafael Marín; un conte on uns joves nazis tornen enrere en el temps per assassinar Churchill, la trama es complica i…
- Pàtria (títol original Fatherland) de Robert Harris; novel·la d'intriga ambientada en una Europa on els nazis van guanyar la Segona Guerra Mundial perquè els Estats Units es van mantenir neutrals.
- Paraules d'Opòton el Vell (1968), d'Avel·lí Artís-Gener, on Europa és descoberta pels asteques uns anys abans de ser Amèrica descoberta pels europeus.
- Pretèrit imperfecte (1994) de Toni Soler: una intervenció a la Guerra dels Segadors acaba amb un present amb una Catalunya dins de la República Francesa.
- Abans moros que catalans (1984) de Jordi Querol i Moisés Mercé, on imagina un País Valencià en què al segle xvii no va tenir lloc l'expulsió dels moriscos.
- El Trenta d'Abril (1930), obra de teatre de Joan Oliver on el 1930 existeix un rei anomenat Jaume VIII, descendent del Casal de Barcelona, que domina Catalunya i el País Valencià i que aspira a conquerir Mallorca, illa en poder dels britànics.
- El coleccionista de sellos (1995) de César Mallorquí; que va rebre el premi UPC de 1995. És una novel·la ambientada en una República Espanyola que està guanyant la Guerra Civil.
- El enfrentamiento (1996) de Juan Carlos Planells; la trama passa en una Barcelona dominada pels nazis.
- Els ambaixadors (2014) d'Albert Villaró. Una novel·la d'espionatge en una República Catalana independent, després que els Fets del sis d'octubre de 1934 tinguessin un desenllaç diferent.
- Jo soc aquell que va matar Franco (2018) de Joan-Lluís Lluís (Premi Sant Jordi 2017). Franco hi declara la guerra als Aliats l'11 de juny de 1940 i annexiona la Catalunya del Nord.[6]
- Civilisations (1919) de Laurent Binet, traduït al català Civilitzacions per Mia Tarradas, com a la novel·la Paraules d'Opòton el Vell d'Avel·lí Artís-Gener, s'hi imagina una America d'asteques i caribs que conquereix Europa.[7][8]
- Notícies de la Confederació: viatge al país que hauria pogut ser (2021) de Xavier Deulonder L'autor s'imagina com serien els Països Catalans si la Corona d'Aragó continués existint avui dia.

## La ucronia al cinema
- Back to the Future (Retorn al futur), saga de films de Robert Zemeckis, amb guió de Bob Gale, el primer dels quals aparegué el 1985.
- 2009 Lost Memories (2002), pel·lícula sud-coreana que proposa reinterpreta la història com si l'atemptat del 1909 contra Ito Hirobumi hagués fracassat i Corea hagués integrat l'Imperi japonès.